# Ochna beirensis
Ochna beirensis är en tvåhjärtbladig växtart som beskrevs av N. Robson. Ochna beirensis ingår i släktet Ochna och familjen Ochnaceae. Inga underarter finns listade i Catalogue of Life.